# Grad Kunčen
Grad Kunčen (nemško Kuntschen) je stal v nekdanjem kočevarskem naselju Kunč, ki danes leži znotraj območja naselja Podstenice v občini Dolenjske Toplice. 

## Zgodovina
Po opisih je grad stal na severnem delu nekdanje vasi Kunč in je bil leta 1900 v ruševini. Lastnik gradu je bil grof Kunt. V neposredni bližini nekdanjega gradu je ledena kraška jama z jezerom.